# ماداوروس
ماداوروس (بالإنجليزية: Madauros) كانت مدينة  بربرية في موريتانيا القيصرية. تقع في مدينة مداوروش الحالية بالجزائر.